# Vorwerk (Gutshof)

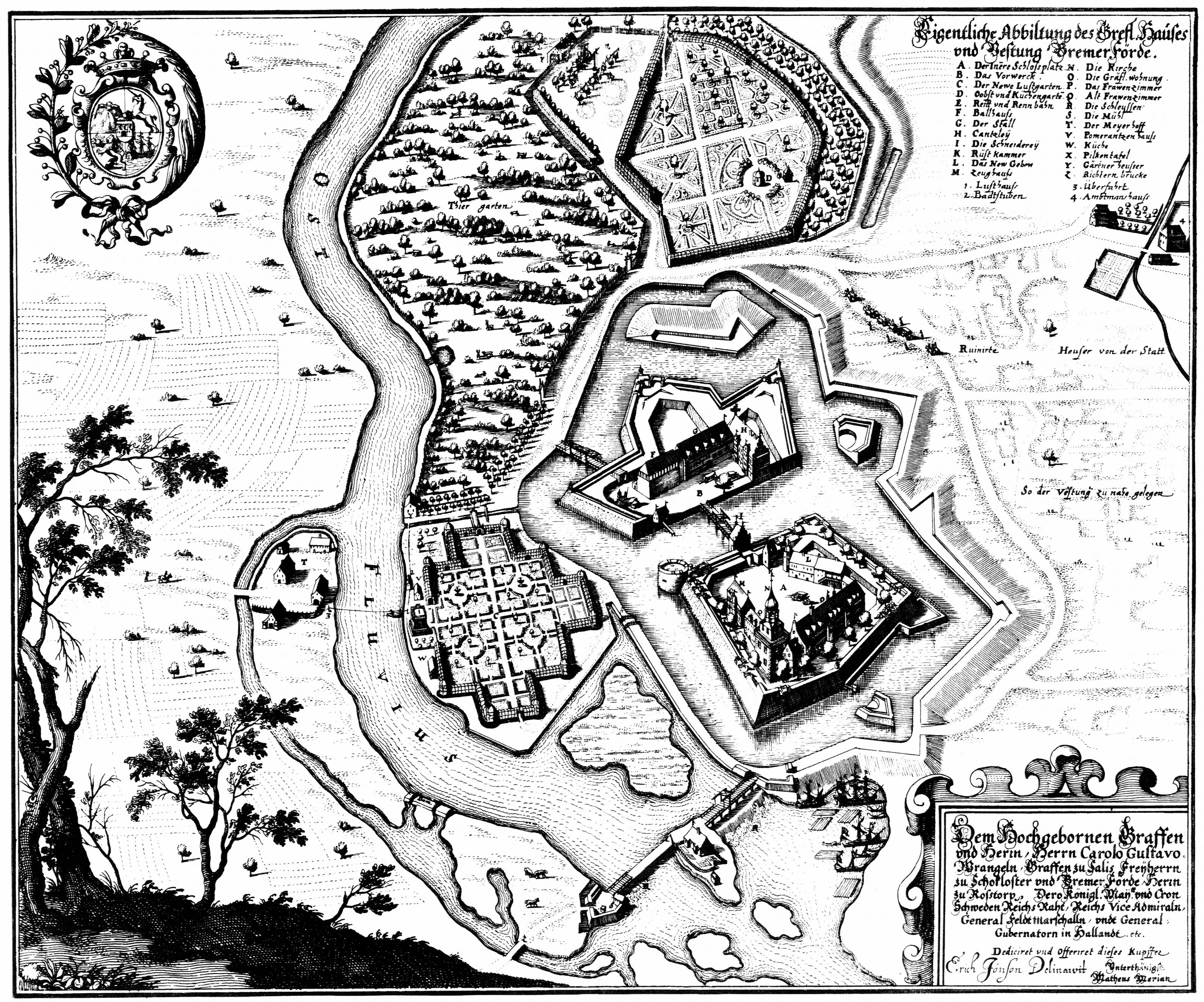
Der Begriff im ursprünglichen Sinn: Schloss Bremervörde mit dem befestigten Vorwerk (B)

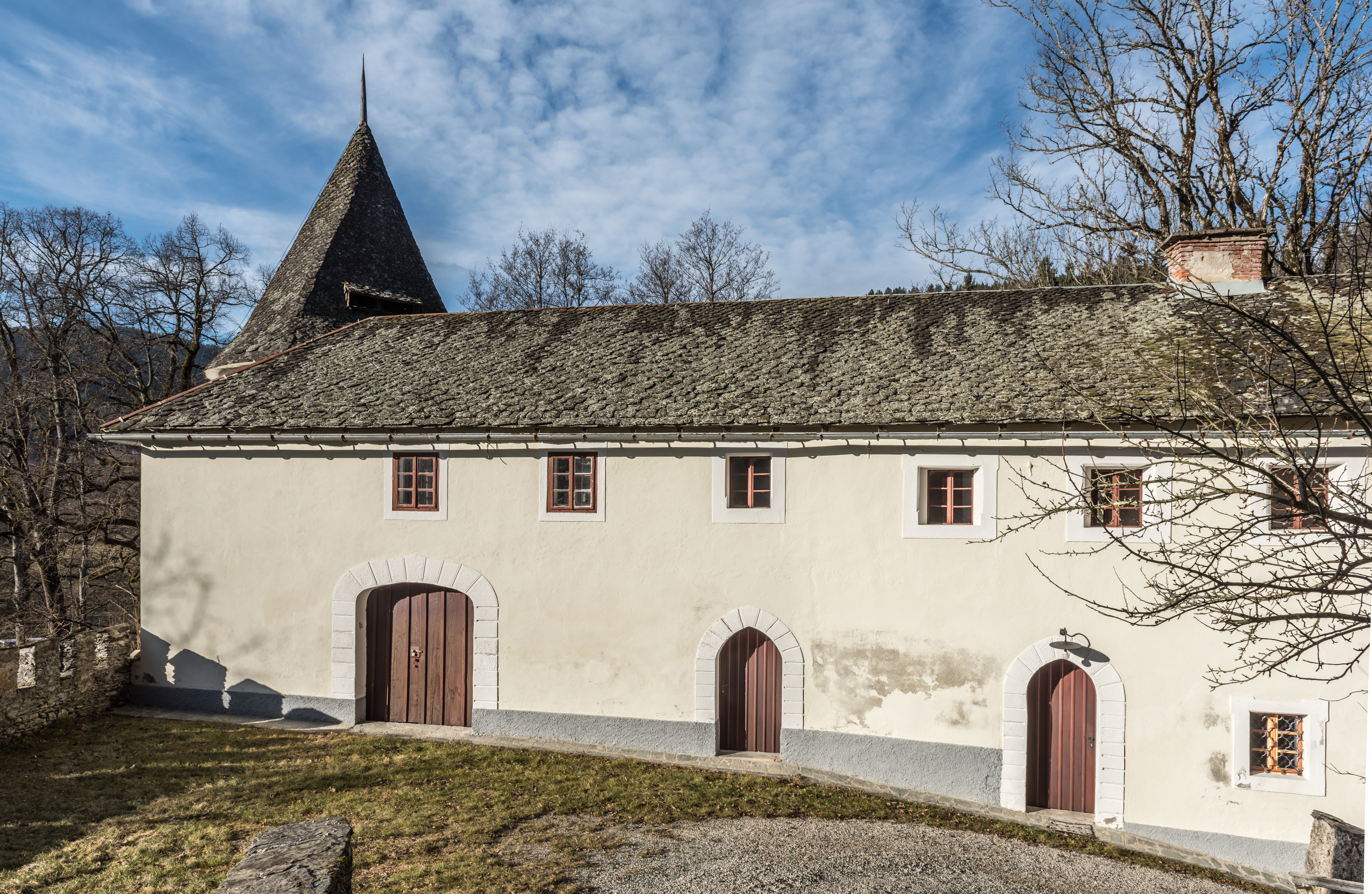
Vorwerk (Verwalterstöckl) von Schloss Frauenstein, Kärnten, Österreich

Ein Vorwerk ist ein landwirtschaftlicher Gutshof oder ein gesonderter Zweigbetrieb eines solchen. Der Begriff hat sich im Laufe der Geschichte mehrfach in seiner Bedeutung geändert und kann daher auf verschiedene Art verwendet werden.
Ursprünglich lagen die zugehörigen landwirtschaftlichen Güter meist außerhalb von Befestigungsanlagen oder Burgen und unmittelbar davor und wurden daher häufig als „Vorwerk“ (frühere Schreibweise häufig: „Vorwerck“) bezeichnet. In Ortsnamen und Flurbezeichnungen kann das Wort noch in dieser Bedeutung vorhanden sein.
Später wurde die Bezeichnung für Außenstellen von Gutshöfen mit Gutsbetrieb oder auch einzelne Meierhöfe verwendet. Auf größeren Gütern mit umfangreichen Landflächen gab es oft neben dem Hauptbetrieb kleinere und entfernt liegende Zweigbetriebe. Diese wurden ab etwa Ende des 18. Jahrhunderts hin ebenfalls häufig als „Vorwerk“ bezeichnet. In diesem Sinne taucht Vorwerk als Name oder Namensbestandteil einer Vielzahl von Ansiedlungen vor allem in den nördlichen und östlichen Teilen Deutschlands auf.
Eine gelegentlich in offiziellen Dokumenten verwendete Begriffsbezeichnung für Vorwerk ist pertinentia (Zubehör).